# Tribunal du palais
Le tribunal du palais, aussi appelé « plaid du palais » (placitum palatii), est une juridiction appartenant à l'organisation judiciaire de la période franque.

## Organisation et rôle
Le tribunal du palais est l'une des deux juridictions composant l'organisation judiciaire franque, avec le mallus, cour de premier degré chargée, dans chaque circonscription, de rendre la justice. Ce tribunal est formé et présidé par le roi ou le comte du palais, assisté des grands du royaume, souvent de proches conseillers. Sa composition varie selon les affaires à traiter.
Il juge les affaires qui concernent personnellement le roi, sa famille, ou les personnes placées sous sa protection (proches, agents, protégés) suivant le principe du mainbour. Le tribunal peut être saisi mais aussi s'auto-saisir sur décision du roi, suivant la procédure de la cognitio.
Ce tribunal agit parfois comme un second degré de juridiction, sans pour autant pouvoir être qualifié d'appel. Pour y plaider, il faut une autorisation spécifique de la chancellerie du roi. Le tribunal ne s'attaque en effet pas à la décision de première instance, mais au juge l'ayant prise, qui peut être condamné à une amende en cas de mauvaise décision avérée ; cette procédure porte le nom de reclamatio ad regem. En 614, le roi Clotaire II prévoit, dans un édit, un châtiment en cas d'injustice dans l'application du droit par le mallus.
Cette organisation sommaire de la justice se complique au IXe siècle avec l'apparition des missi dominici. L'organisation de la justice est réformée par Charlemagne.